# 영화로운 나날
"영화로운 나날"은 2019년에 개봉한 대한민국의 영화이다.

## 캐스팅
- 조현철 : 영화 역
- 김아현 : 아현 역
- 전석호 : 석호 역
- 서영화 : 혜옥 역
- 이태경 : 태경 역
- 서현우 : 종필 역
- 문혜인 : 지현 역
- 공민정 : 감독 역
- 윤태희 : 깐돌이 할머니 역
- 김정남 : 깐돌이 할아버지 역
- 이정철 : 지현 부 역
- 김미진 : 지현 모 역
- 김영세 : 조감독 역
- 유지현 : 출판사 직원 역
- 신영민 : 카페 직원 역